# Бадья (приток Чёрной)
Бадья — река в России, протекает в западной части Гайнского района Пермского края. Устье реки находится в 63 км по левому берегу реки Чёрная, в ≈ 3 км западнее посёлка Бадья и ≈ 17 км восточнее посёлка Чернореченский. Исток расположен в ≈ 4 км западнее посёлка Бадья. Длина реки составляет 26 км. Основной приток — Бадьявож (левый).

## Данные водного реестра
По данным государственного водного реестра России относится к Камскому бассейновому округу, водохозяйственный участок реки — Кама от истока до водомерного поста у села Бондюг, речной подбассейн реки — бассейны притоков Камы до впадения Белой. Речной бассейн реки — Кама.
Код объекта в государственном водном реестре — 10010100112111100001655.

## Топографическая карта
- Лист карты P-39-XXIX,XXX Лопыдино. Масштаб: 1 : 200 000. Указать дату выпуска/состояния местности.